# Jacobus Zeemans

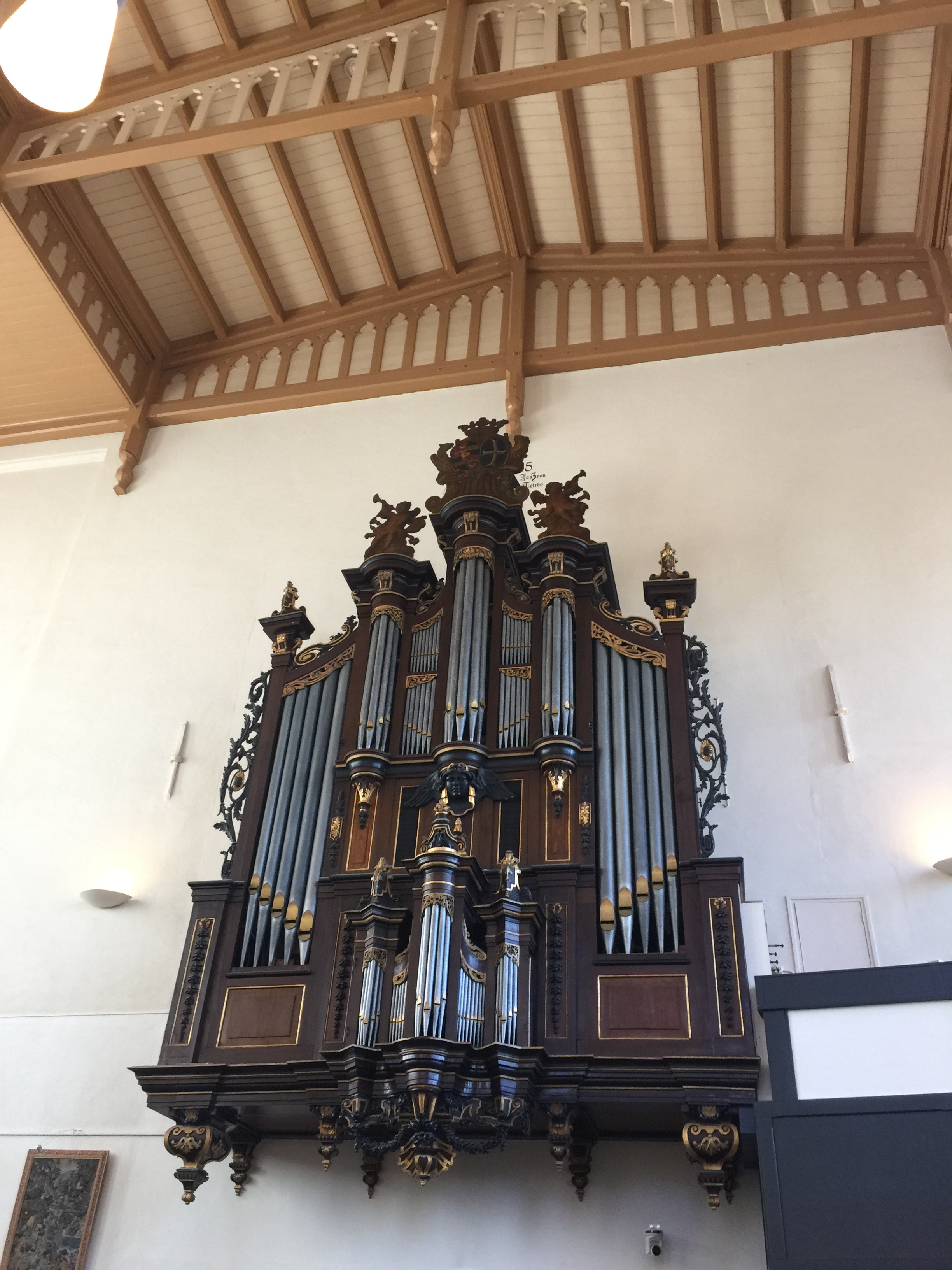
Orgel van Jacobus Zeemans uit 1720 in de Dorpskerk te Voorschoten

Jacobus Zeemans (Breda, omstreeks 1665 - ná 1744) was een Nederlands organist en orgelbouwer.
Van hem is bekend dat hij eerst zeevaarder was, en later bouwde hij orgels, terwijl hij tevens organist en beiaardier was, en wel van 1693-1744 te Breda. In 1724 nam hij het initiatief tot de aanschaf van een nieuw carillon, dat werd geleverd door de Antwerpenaar Willem Witlockx. Ook was hij verantwoordelijk voor het onderhoud van het orgel in de Grote kerk te Breda, dat onder zijn leiding naar de huidige plek werd verplaatst.
Orgels van Jacobus Zeemans zijn te vinden in de Dorpskerk te Voorschoten (1720); Breda; de Catharinakerk te Etten (gedeeltelijk, 1699); het Trouwkerkje te Leur (1717); en Leerdam.
Te Etten-Leur is een orgelkring vernoemd naar Jacobus Zeemans.
Adema · Gebroeders Van der Aa · Jacobus Armbrost · Bakker & Timmenga · Johann Bätz · Jonathan Bätz · Joseph Binvignat · Sander Booij · Martin Butter · Van Dam · Matthijs van Deventer · Geert Pieters Dik · Johannes Duyschot · Roelof Barentszn Duyschot · Bernhardt Edskes · Marten Eertman · Gerardus Elberink · Elbertse · Antoon van Elen · Flentrop · Dirk Flentrop · Heinrich Hermann Freytag · Rudolf Garrels · Justus Geerkens · Pieter Geerkens · Gradussen · Albertus van Gruisen · Willem van Gruisen · Nicolaas van Hagen · Willem Hardorff · Hendrik Hermanus Hess · Jan van den Heuvel · Jan Adolf Hillebrand · Albertus Antoni Hinsz · Bernard Petrus van Hirtum · Nicolaas van Hirtum · Cornelis Hoornbeek · Klop Orgels & Klavecimbels · Hermanus Knipscheer · Johan Frederik Kruse · Ernst Leeflang · Lohman · Jan van Loo · Michaël Maarschalkerweerd · Pieter Maarschalkerweerd · Abraham Meere · Roelf Meijer · Michaël Mercator · Carl Friedrich August Naber · Familie Niehoff · Cornelis van Oeckelen · Petrus van Oeckelen · Detlef Onderhorst · Pels & Van Leeuwen · Pereboom & Leijser · Elbert Pluer · Radersma · Joachim Reichner  · Reil · Cornelis Rogier · Mense Ruiter · Conradus Ruprecht II · Hans Wolff Schonat · Franciscus Cornelius Smits · Frans Casper Snitger · Johannes Stephanus Strümphler · Johannes Wilhelmus Timpe · Valckx & Van Kouteren · Kam & Van der Meulen · Henk Veeningen · Matthijs Verhofstadt · Vermeulen · Verschueren · Johannes Vollebregt · Jacobus Vollebregt · Van Vulpen · Christian Gottlieb Friedrich Witte · Johan Frederik Witte · Lodewijk Ypma · Jacobus Zeemans
Zuid-Nederlands orgelbouwer (voor 1830)